# 街頭霸王系列
- 關於原名為“Final Fight”，其中大陸和香港譯“快打旋風”，台灣譯“街頭快打”的，請見「街頭快打系列」。
- 關於英國的虛擬動畫樂團，請見「街頭霸王 (虛擬樂團)」。
- 關於其他用法，請見「街頭霸王 (消歧義)」。

街头霸王（简称“街霸”），是卡普空公司發行的格鬥遊戲系列，最初於1987年推出的投幣式大型機台格鬥遊戲街头霸王，之後又陸續推出後續版本，也有出品日本的動畫和美國的真人飾演電影。《街头霸王》被玩家认为是兩人對打格斗游戏的始祖，當時的大型電玩遊戲機台是射擊和動作等一人為遊戲卷軸的主要銷售遊戲產品，兩人互相對打的電動遊戲在坊間並不常見。该系列在东亚及北美拥有极高的人气，在日本曾被认为是与SNK的《拳皇系列》系列齐名的两大平面格斗游戏系列。
2018年街头霸王系列的全球累計銷量達到4200萬套。

## 遊戲系列
| 1987 | 街头霸王                                                          |
| 1988 |                                                                   |
| 1989 |                                                                   |
| 1990 |                                                                   |
| 1991 | 街頭霸王II The World Warrior                                      |
| 1992 | 街頭霸王II' Champion Edition                                      |
| 1992 | 街頭霸王II' Turbo: Hyper Fighting                                 |
| 1993 | 超級街頭霸王II The New Challengers                                |
| 1994 | 超級街頭霸王II Turbo                                              |
| 1995 | 街頭霸王ZERO                                                      |
| 1996 | 街頭霸王ZERO2                                                     |
| 1997 | 街頭霸王III 新世代 The New Generation                             |
| 1998 | 街頭霸王ZERO3                                                     |
| 1998 | 街頭霸王III 第二次衝擊 2nd Impact                                 |
| 1999 | 街頭霸王III 第三次打擊 未來之戰 3rd Strike - Fight For the Future |
| 2000 |                                                                   |
| 2001 |                                                                   |
| 2002 |                                                                   |
| 2003 |                                                                   |
| 2004 |                                                                   |
| 2005 |                                                                   |
| 2006 |                                                                   |
| 2007 |                                                                   |
| 2008 |                                                                   |
| 2009 | 街頭霸王IV                                                        |
| 2010 | 超級街頭霸王IV                                                    |
| 2010 | 超級街頭霸王IV Arcade Edition                                     |
| 2011 |                                                                   |
| 2012 |                                                                   |
| 2013 |                                                                   |
| 2014 | 终极街头霸王IV                                                    |
| 2015 |                                                                   |
| 2016 | 街頭霸王V                                                         |
| 2017 |                                                                   |
| 2018 | 街頭霸王V Arcade Edition                                          |
| 2019 |                                                                   |
| 2020 | 街頭霸王V Champion Edition                                        |
| 2021 |                                                                   |
| 2022 |                                                                   |
| 2023 | 快打旋風6                                                         |
| 2024 |                                                                   |
| 2025 | 快打旋風6 Years 1-2                                               |

- 街头霸王（1987年8月30日）
- 街頭霸王II系列

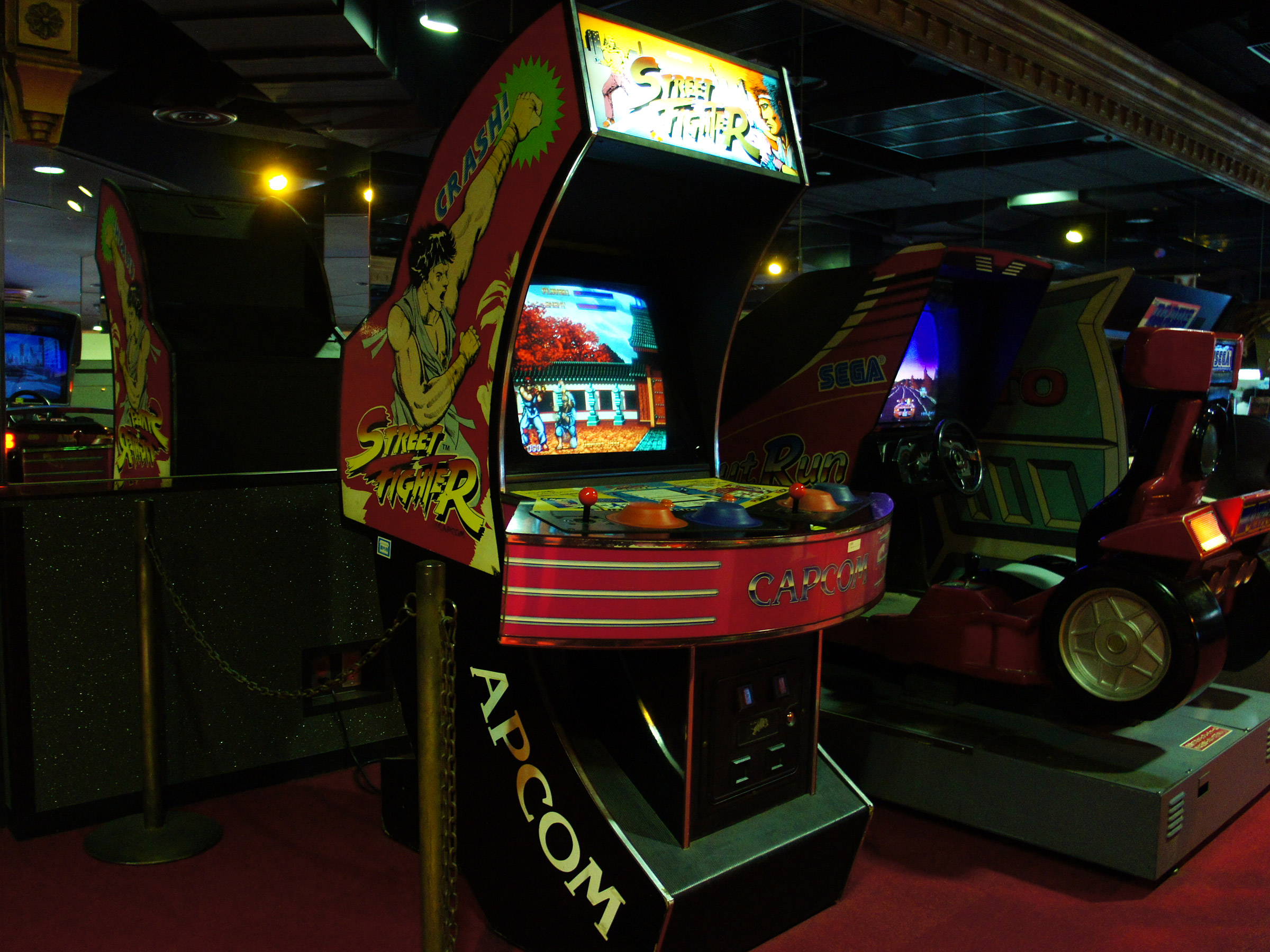
第一代街頭霸王投幣式大型機台

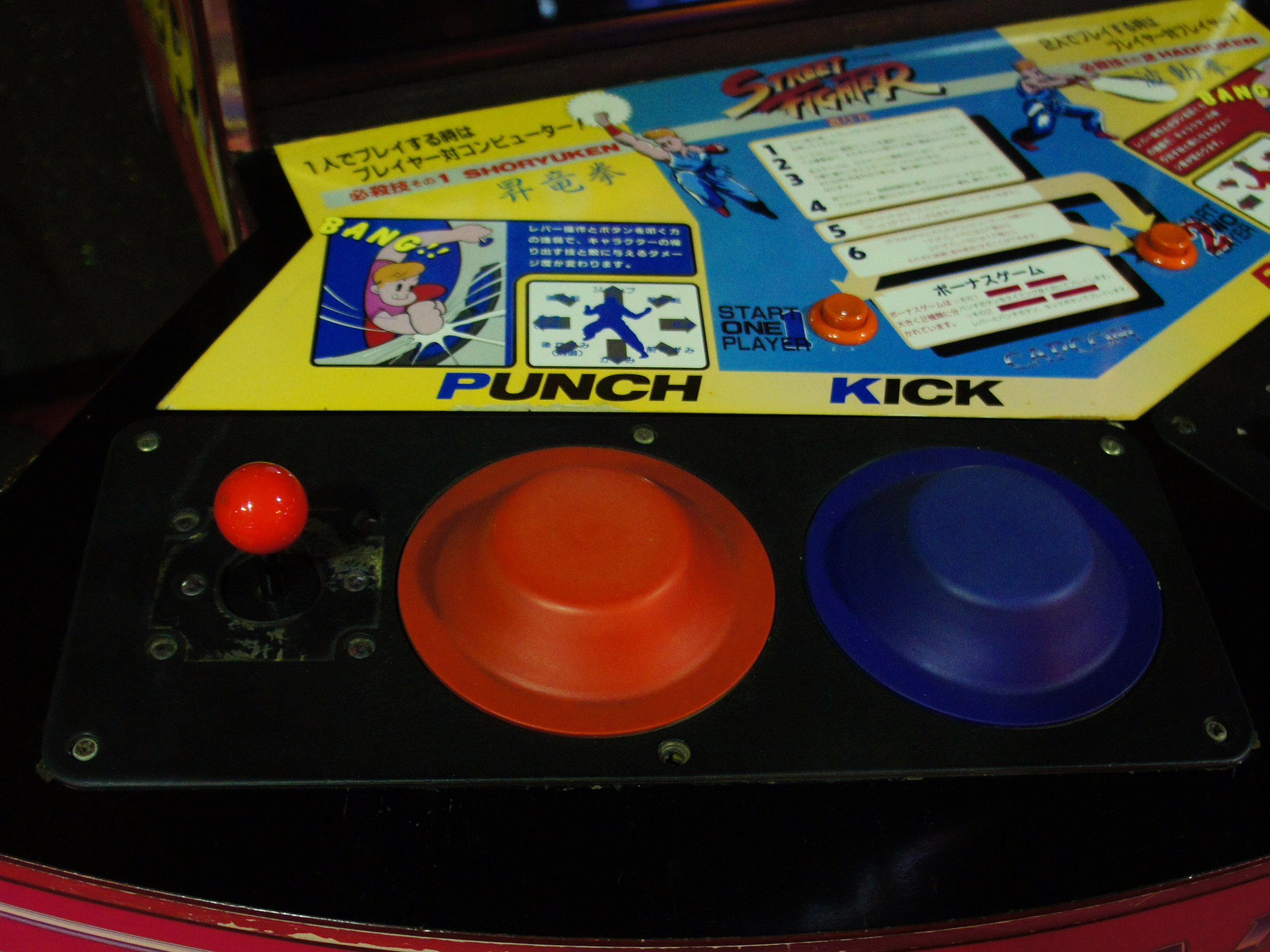
第一代街頭霸王框體上的壓力按鈕

  - 街頭霸王Ⅱ The World Warrior (1991)（使用卡普空CP System基板）
第一個家用遊戲機的移植 
  - 街頭霸王Ⅱ' Champion Edition (1992)
  - 街頭霸王Ⅱ' Turbo: Hyper Fighting (1992)
  - 超级街头霸王II 新的挑战者 (1993)（此作品開始使用卡普空CP System II（英语：CP System II）基板）
    - 超級街頭霸王Ⅱ Tournament Battle (1993)（四台機械連動主要對戰的特殊規格）

  - 超級街頭霸王Ⅱ X - Grand Master Challenge（日）／Turbo（海外，1994）
  - 終極街頭霸王Ⅱ - The Anniversary Edition (2003)
快打旋風Ⅱ系列15週年紀念推出的遊戲，版本一共包含市面上5個官方街機版本，並修復了前作裏的一些錯誤程式。
  - 超級街頭霸王Ⅱ Turbo HD Remix (2007)
PS3／X360平台，提供豐富家用版遊玩模式，並支援PSN／Xbox LIVE網路連線兩人對戰。
- 街頭霸王ZERO系列（使用卡普空CP System II（英语：CP System II）基板）
  - 街頭霸王ZERO Warriors' Dreams (1995)
  - 街頭霸王ZERO2 (1996)
  - 街頭霸王ZERO2 Alpha (1997)
把快打旋風ZERO2美國的版本的隱藏人物像殺意龍逆輸入的版本，還有兩個隱藏的模式
  - 街頭霸王ZERO3 (1998)
快打旋風ZERO3移植到家用遊戲機
  - 街頭霸王ZERO Anthology (2006)
- 街头霸王III系列〔使用卡普空CP System III基板〕
  - 街頭霸王Ⅲ 新世代 The New Generation (1997)
  - 街頭霸王Ⅲ 第二次衝擊 2nd Impact - Giant Attack (1998)
  - 街頭霸王Ⅲ 第三次打擊 未來之戰 3rd Strike - Fight For the Future (1999)
- 街頭霸王IV系列〔使用Taito Type X²（英语：Taito Type X#Taito Type X²）基板〕
  - 街頭霸王IV（2009）
  - 超級街頭霸王IV（2010）
  - 超級街頭霸王IV Arcade Edition (2010)
  - 超级街头霸王IV 3D (2011)
超級快打旋風IV移植到任天堂3DS並加入眾多新要素
  - 超級街頭霸王IV Arcade Edition Ver.2012 (2012)
  - 終極街頭霸王Ⅳ Ultra Street Fighter IV (2014)
- 街頭霸王V（2016年）
  - 街頭霸王V Arcade Edition（2018年）
  - 街頭霸王V Champion Edition（2020年）
- 街頭霸王EX系列
  - 街頭霸王EX
  - 街頭霸王EX Plus
    - 街頭霸王EX Plus α

  - 街頭霸王EX2
  - 街頭霸王EX2 Plus
  - 街頭霸王EX3
- 街頭霸王6[2]（2023年）
  - 快打旋風6 Years 1-2（2025年）

## 角色

### 主要參戰角色
- 暗殺拳系

| 角色名字              | 中文譯名              | 格鬥流派          | 備註 |
| Gouken                | 剛拳                  | 無之拳            | 現任日本暗殺拳格鬥流派師範，隆和肯的師傅，豪鬼的哥哥。 |
| Gouki Akuma（歐美版） | 豪鬼 惡魔（歐美版）   | 殺意波動          | 自稱“拳之極者”，真·豪鬼為發揮真正實力的狀態，當完全失去人性時稱為狂鬼，剛拳的弟弟。 |
| Ryu                   | 隆                    | 暗殺拳            | 目標想成為真正強者而戰的男人，曾受到“殺意波動”所支配。名字方面和昇龍拳的“龍”有關。而“隆”這個字和快打旋風一代生父“西山隆之”有關。                                                                                 |
| Ken Masters           | 肯·馬斯達斯 肯·麥司特 | 暗殺拳            | 美日混血兒，隆的同門師弟兼好友，名門馬斯特斯財團的少爺。曾和隆一起環遊世界進行武者修行，也曾被影羅擄去並被洗腦。名字方面和昇龍拳的“拳”有關。他有一個兒子叫“梅爾”，是和“伊萊莎”所生的。伊萊莎和蓋爾的老婆是姊妹。 |
| Sean Matsuda          | 松田尚恩              | 暗殺拳&松田流柔術 | 巴日混血兒，本是日本松田流柔術師範松田金治郎的孫子，但無心習武。本身是運動天才，最喜歡打籃球。於一場比賽中對肯的暗殺拳感興趣，落敗後要求肯收其為弟子。“松田勞拉”是“松田尚恩”的姊姊。                             |

- 最強流

| 角色名字                                       | 中文譯名                                 | 格鬥流派       | 備註                                                                     |
| Dan Hibiki                                     | 火引彈                                   | 最強流（自稱） | 香港出生的日本人，因執著報仇而被剛拳逐出師門，後自立門戶，實力差強人意。 |
| Sakura Kasugano                                | 春日野櫻                                 | 暗殺拳         | 日本女子高生，加入最強流以宣揚道場之名環遊世界，其實只為了尋找隆。       |
| Jimmy Blanka Carlos "Charlie" Blanka（電影版） | 吉米·布蘭卡 卡洛斯“查理”布蘭卡（電影版） | 本能           | 在巴西原始森林長大，學會本能的戰鬥技術及放電，後追隨彈。                 |

- 軍警特工

| 角色名字               | 中文譯名                | 格鬥流派              | 備註 |
| William F. Guile       | 威廉·F·凱爾 威廉·F·蓋爾 | 軍用格鬥術            | 美國空軍少尉，但於街頭霸王ⅡV動畫中登場時日文與英文版字幕均顯示其軍銜為中士（日文“軍曹”、英文“Sergeant”）；街頭霸王同名真人版電影中其軍銜為上校（日文“大佐”、英文“Colonel”）；又一说其軍銜為少校（日文“少佐”、英文“Major”），為報其戰友納修的仇而去打倒貝卡。 |
| Charlie Nash           | 查理·纳修               | 軍用格鬥術            | 美國空軍中尉（Lieutenant），創出“ 音爆 ”（Sonic Boom）、“筋斗踢（Somersault Shell/Somersault Kick）”的人，獨自調查犯罪組織影法與統帥貝卡戰鬥，生死不明，五代中复出，疑遭影法残酷改造。 四代的剧情中提及曾救起阿貝爾。 *美版及歐版名为查理（Charlie）         |
| Chun-Li/ Chun-Li Xiang | 春麗                    | 中國北派武術          | 生於香港的國際刑警（毒品捜査官／調查官），為報父親銅昴'之仇而加入國際刑警組織（ICPO），並立志要打倒杀父仇人貝卡。 |
| C. Viper Crimson Viper | 深紅毒蛇                | SIN戰鬥服為主的格鬥術 | 真名瑪婭·蘇妮（Maya Sunee/Maya Sunil），穿著S.I.N.改造的電槍手套和導彈靴，為SIN收集資料數據，實為受美國政府中央情报局（CIA）委派打入SIN内部进行卧底工作的調查員／特工。                                                                                      |

### 影法邪惡帝國（Shadaloo Crime Syndicate）
（Shadaloo影法／夏道洛／夏都尔｛美版及欧版名为Shadaloo（沙达鲁／沙德罗／沙得罗），有時拼寫為Shadoloo（沙杜鲁／沙杜尔）或Shadowloo（影羅）｝)
- 四天王

| 角色名字                                    | 中文譯名           | 格鬥流派           | 備註 |
| Balrog（日版） Vega（歐美版） [Claw]        | 巴洛克（利爪）     | 忍術&鬥牛技        | 影法四天王之一。西班牙著名鬥牛士（Matador），戴著面具的美男子。 |
| Sagat                                       | 沙加特             | 泰拳               | 在泰國被稱為“泰拳帝王”，深信泰拳乃世界上最強的武術，為此舉辦街頭霸王比賽證明一切。最後竟輸給來自於日本的隆，更被「昇龍拳」在其胸口留下一條傷痕。視為奇恥大辱的他加入影法，成為組織麾下的四天王之一，後來覺悟退出組織。        |
| Mike Bison（日版） Balrog（歐美版） [Boxer] | 麥克·拜森 （拳王） | 暴力拳擊           | 影法四天王之一。被拳擊界永久驅逐的拳擊手（街頭霸王ⅡV動畫中表面上為國際刑警組織（ICPO）的捜査官，但其真實身份是影法的間諜）。其招式和出手的動作，似乎是在影射前拳王泰森。                                                      |
| F.A.N.G                                     | 方                 | 毒手拳法           | 接替沙加特成為影法四天王之一。 |
| Vega（日版） M. Bison（歐美版） [Dictator]  | 貝卡（赤目司令）   | 泰拳&輕功&精神力量 | 世界最大犯罪組織影法首領，（在街頭霸王2的设定中，貝卡本是美国空軍上將。崇拜个人集權與大棒外交的貝卡並不滿足在五角大樓（The Pentagon）的格局下指揮幾个武裝帥團。他秘密调集空軍資源，以泰國為基地，發展出了自成一派的武裝體系。 |

- 生化兵器部門S.I.N.（Shadaloo Intimidation Network）

| 角色名字 | 中文譯名 | 格鬥流派                    | 備註 |
| Seth     | 賽斯     | 丹田引撆&複製他人招式的技術 | 影法生化兵器部門（S.I.N.）主管首席執行長，身體被使用先進技術進行徹底的改造。本為維加「改造實驗體15號」，後產生自我意識。 |
| Juri Han | 韓蛛俐   | 風水引撆&跆拳道             | 韓國人，被稱為“蜘蛛”的S.I.N.所屬工作員，賽斯的部下，聽命於賽斯，好戰且喜歡挑撥、玩弄對手，腦里面並没有榮譽、金錢、社會地位這些觀念，只要是有趣的事情就不會顧及任何危險及社會法令去行動。左眼是一顆能增幅“氣”量，經改造擁有“風水引撆”裝置的義眼。 |

- 十二月份親衛隊

| 角色名字           | 角色漢字/譯名       | 格鬥流派   | 備註 |
| Juni               | 優妮                | 影羅格鬥術 | 貝卡親衞隊“Dolls”（十二月份）中的成員之一。 原籍德國，名字含義為德語的六月。                              |
| Juli（Julia Hawk） | 優莉（茱莉亞·霍克） | 影羅格鬥術 | 貝卡親衞隊“Dolls”（十二月份）中的成員之一。 原籍德國，名字含義為德語的七月。                              |
| Decapre            | 迪卡布莉            | 影羅格鬥術 | 貝卡親衞隊“Dolls”（十二月份）中的成員之一。原籍俄羅斯，名字含義為俄語的十二月。帶著黑面具，雙手套上鋼爪。 |

- 影羅相關人物

| 角色名字               | 中文譯名             | 格鬥流派               | 備註 |
| Abel                   | 阿貝爾               | MMA                    | 原是被貝卡選中成為首位改造人，記憶喪失後於殘破的影法基地被人救起。 |
| Cammy White            | 嘉米·懷特 凱米·懷特  | 軍用格鬥術             | 曾被影羅洗腦，从属于SHADOW精锐部队（貝卡女子亲卫队）的强化士兵，强化士兵代号为殺人蜂（Killer Bee），在達爾西姆（Dhalsim）（一说萝丝（Rose））幫助下恢復自我，現隸屬英軍红色三角洲（Delta Red）特殊部隊（街头霸王ⅡV动画中为前英国情报局MI6/Military Intelligence 6（军情六处/英国陆军情报六局）的特殊情报员，主要从事暗杀恐怖分子的特殊任务，谣传执行任务的能力是全英国第一，但是突然失蹤，從军情六处（MI6）除名，后被M·拜森（M. Bison）找到并被誘骗去暗杀铜昴）。 |
| Q                      | Q先生                | 不明                   | 正體不明，可能是影法組織的監視改造人。 |
| Rose                   | 蘿絲                 | 靈魂力量（Soul Power） | 義大利熱內亞占卜師，曾被貝卡所控制，後被武神凱救起。 |
| Adon                   | 阿登                 | 泰拳                   | 原沙加特弟子，師父敗給隆後認為他侮辱了泰拳，背叛師父後為自稱為泰拳最強戰士。 |
| Birdie                 | 巴迪                 | 摔角配合鎖鏈技         | 被格鬥界放逐的英國摔角手，之前在酒吧當保鑣，後加入影羅組織。（其實巴迪真正目的是打算擊倒貝卡，奪取精神控制器和整個組織，但沒有進一步行動，後於5代正式離開影羅） |
| T. Hawk Thunder Hawk   | 雷鷹 T.霍克 閃電霍克 | 古武術                 | 墨西哥桑塔福特族的倖存者，追尋殺父滅族的影法組織及尋找失踪族人。 |
| Dee Jay                | 迪傑                 | 踢拳                   | 牙買加人，綽号“南國之彗星”，影羅組織看中其實力而被力邀加入，但遭其拒絕。 |
| Fei-Long               | 飛龍                 | 中國功夫               | 出生於香港的電影明星。4代因影法生化兵器部門（S.I.N.）俘虜其電影演員及班底而參加大賽。角色形象致敬李小龍。 |
| Ingrid                 | 英格莉               | 能量                   | 時空旅行者，自稱從星空帶來信息的人。外表像少女，實際已經歷練人生。雖然其力量可以使隆從「殺意之波動」中甦醒，但仍渴望追求更大的力量。很討厭貝卡的「精神力量」，但很專重隆及蘿絲對正道力量的追求。 |
| Ed                     | 艾德                 | 精神力量&拳擊          | 4代被拜森救起的小孩，本是貝卡備用身軀之一，並學拜森的拳擊技術，於影羅解體後決定成立新影羅。 |
| Falke                  | 法爾潔               | 精神力量&棍術          | 德國人，是貝卡備用身軀之一，追隨艾德成立新影羅。 |
| JP（Johann Petrovich） | 約翰・彼得羅維奇     | 精神力量&杖术          | 前影羅財政管理，建立國際非政府組織，在多項開發投資計劃中取得成功的事業家，為小國納夏爾帶來現在繁榮景象。 |

### Illuminati組織
（Illuminati可譯為光照派／光明會／光明幫／先觉者）
- 組織人員

| 角色名字 | 中文譯名 | 格鬥流派                  | 備註 |
| Gill     | 基尔     | 古希臘式搏擊&操控冰及火   | 前秘密結社光明會的總統，衣著充滿古希臘色彩，戰鬥時爆破全身衣服。強迫被選中的人加入組織，宗旨是成為人類的救世主。為使弟弟尤利安繼續為其效命，讓出總統之位，但暗地裏提升地位自稱為天帝，經改造擁有操控冰火的能力。 |
| Urien    | 尤利安   | 古希臘式搏擊&操控雷及金屬 | 現任秘密結社光明會的總統，密謀取代兄長基爾的地位，裝造殺戮的人間兵器，經改造擁有操控雷及金屬的能力。 |
| Twelve   | 十二     | 複製他人招式的技術        | 由尤利安親信吳博士製造的人型殺戮兵器，為多個人間兵器中最優秀的一個，絕對聽從尤利安的指示。 |

- 光明會相關人物

| 角色名字 | 中文譯名 | 格鬥流派      | 備註 |
| Alex     | 亚历克斯 | 摔角技&摶擊術 | 三代的主角，住在紐約的青年職業摔角手。由於摔角贊助商基爾重創其養父湯姆（Tom）而參加比賽報仇。 |
| Necro    | 尼克羅   | 電磁改造力量  | 原名伊利亚（Illia），本為住在俄羅斯的貧窮區，受秘密結社光明會欺騙加入组織。原來組織高層吳博士把他作為人間兵器改造實驗，經改造擁有電磁力量，但實驗失敗致樣貎其醜無比，不甘受騙的他決定與女朋友艾菲（Effie）一同逃亡組織。 |

### Final Fight系列
（Final Fight可譯為快打旋风／街头快打）
- 大都會市（Metro City）英雄人物系列

| 角色名字       | 中文譯名              | 格鬥流派   | 備註 |
| Cody Travers   | 科迪·崔弗斯 柯迪·崔佛 | 自由摶擊   | 原本是救助大都會市的英雄，但因為到處打架、惹是生非而身陷囚牢遭女朋友潔西卡拋棄。有一拳擊碎磚牆的怪力。 但潔西卡的父親哈卡市長並沒有放棄他，自己退休後委任出獄後的柯迪接替大都會市市長一職。對於有時乏味但可以鐵拳制裁的生活樂在其中。 |
| Guy            | 武神凱                | 武神流忍術 | 由日本移去美國俢行，武神流忍法第39代繼承者。曾消滅多個邪惡組織的忍者。 |
| Maki Genryusai | 源柳齋真紀 源柳齋真希 | 武神流忍術 | 曾經和哈卡&卡洛斯宮本一同消滅烈率領的新狂暴齒輪，追踪同門兼為姐夫的凱。 |

- 瘋狂齒輪幫會／黑幫（Mad Gear Gang Criminal Organization）

| 角色名字            | 中文譯名        | 備註 |
| Sodom               | 索多姆          | 前疯狂齿轮帮会骨幹，熱愛日本文化的美國人，為重新组建疯狂齿轮（Mad Gear）帮会势力而努力，后在美国建立一个名为“魔奴义亚（英文Mad Gear，日语发音マッドギア）”的暴走族团体。 [Zero/Alpha系列] |
| Rolento F. Schugerg | 罗伦托·F·舒格克 | 前疯狂齿轮帮会骨幹，军人至上主义的他，夢想建立以軍事為主的究极理想國家。 [Zero/Alpha系列]                                                                                                 |
| Hugo Andore         | 雨果·安多       | 德國人，前疯狂齿轮帮会成員，現為職業摔角手。 [III系列] |
| Poison              | 猛毒            | 前疯狂齿轮黑帮成員，受索多姆拉攏復興幫會，現為雨果職業摔角經理人。（日本版本為男扮女装的男性，北美版則做了变性手术而從男性成为女性。）[IV系列]                                            |
| Abigail             | 阿比蓋爾        | 身高8呎3高的巨人，前疯狂齿轮成員，最喜歡模擬駕車的聲音。[V系列] |

### 其他参战角色
- 日本代表

| 角色名字                | 中文譯名     | 備註 |
| Retsu                   | 烈           | 本为日本少林馆师范，因私斗而被逐出师门的破戒僧人，刚拳、達爾西姆的好友。 [I系列] |
| Geki                    | 激           | 来自日本的忍术高手，使用钩爪及手里剑作战身怀绝技的忍者，於5代在亞洲某國執行任務時碰上暗殺者並發生戰鬥，但最後自己戰死，現在是第二代繼承前代名稱並繼續做保鏢與間諜的工作。 [I系列]              |
| Karin Kanzuki           | 神月花凜     | 神月财阀的千金大小姐。视樱为竞争对手。 [Zero/Alpha系列] |
| R. Mika Rainbow Mika    | 彩虹美华     | 本名七川美華（Nanakawa Mika），崇拜桑吉爾夫的新女职业摔角手。 [Zero/Alpha系列] |
| E. Honda Edomondo Honda | 江户主水本田 | 为向全世界展视日本国技“相扑”的是最强格斗技而参战的大力士。 *美版及欧版名为（埃德蒙·本田／艾德蒙·本田，Edmond Honda） [II系列]                                                                  |
| Makoto                  | 真琴 誠      | “龙胆馆”本為土佐名門的空手道場，由於師父兼父親死後道場日漸衰落，為重整家业而奋战的少女，外表像男孩子。由于身材不高，因此掌握了空手的真髓，拥有令人吃惊的攻击力，并有一击必杀的技能。 [III系列] |
| Ibuki                   | 伊吹         | 在忍者村成长的女高中生忍者，表面上是一个普通的日本高中生，实際上是秘密忍者学校的一员，而她最大的愿望就是成为一个普通高中生。 [III系列]                                                         |

- 香港代表

| 角色名字  | 中文譯名  | 備註                                                                                             |
| Gen       | 元        | 使用“暗杀拳丧流／忌流”的中国职业杀手。恶病纒身，只想临死前寻求高手决一死战。 [I系列]             |
| Lee       | 李        | 中国拳术“八极拳”的高手，武术专家。阴阳兄弟的叔父。第一屆街頭霸王比賽輸掉後失踪。 [I系列]         |
| Yun Lee   | 李陰 李雲 | 阴阳兄弟之长兄，人称“白龙”的八极拳高手，由上海來到香港於昇龍軒工作，平時喜歡玩滑板。 [III系列]   |
| Yang Lee  | 李陽 李揚 | 阴阳兄弟之幼弟，人称“青龙”的螳螂拳高手，由上海來到香港於昇龍軒工作，平時喜歡玩直排輪。 [III系列] |
| Jamie Siu | 傑米·肖   | 崇敬阴阳兄弟的青年格鬥家。將路克視為自己的勁敵對手。 [6]                                         |
| A.K.I.    | 阿鬼      | 前影羅幹部方的門下弟子毒師，喜歡稱呼方為老師。 [6]                                               |

- 英国代表

| 角色名字 | 中文譯名    | 備註 |
| Eagle    | 伊格爾 老鷹 | 英国名門望族的職業保镖，使用棒术，奉命打败沙加特（Sagat）但失败而回。 [I系列]                                                                          |
| Dudley   | 達德里      | 英国名門望族的黑人绅士，喜欢喝红茶，爱玫瑰如命。由于父亲事业的失败一度生活落魄，成为重量级拳击手取得了巨大的成功，重新获得失去的家产和地位。 [III系列] |

- 美国代表

| 角色名字 | 中文譯名 | 備註                                                                         |
| Joe      | 喬       | 美国搏击手，地下拳击赛冠军，参加世界武斗锦标赛是为了让自己变得更强。 [I系列] |
| Mike     | 麥克     | 美国黑人重量级拳手。 [I系列]                                                 |
| Rufus    | 路法斯   | 自称美国最强，但败给肯。招式改良自中国的蛇形功夫。 [IV系列]                  |

- 俄罗斯／前苏联代表

| 角色名字 | 中文譯名 | 備註                                                                                       |
| Zangief  | 桑吉尔夫 | 人称“紅色旋风”（Red Cyclone）的俄罗斯／前苏联职业摔角手，參加比賽為宣揚愛國信息。 [II系列] |

- 土耳其代表

| 角色名字 | 中文譯名 | 備註 |
| Hakan    | 哈坎     | 世界石油公司的大亨，同时亦是土耳其塗油摔角高手，经常与其日本好友E·本田（E. Honda）讨论谁的国技最强。 [IV系列] |

- 墨西哥代表

| 角色名字  | 中文譯名  | 備註                                                                                    |
| El Fuerte | 艾爾·弗特 | 墨西哥职业摔角手，同时亦是一名喜爱烹调新菜式厨师，但手艺却一塌糊涂，惨不忍睹。 [IV系列] |

- 印度代表

| 角色名字 | 中文譯名        | 備註 |
| Dhalsim  | 達爾西姆 塔爾錫 | 使用瑜珈的印度高僧。为了救助贫穷困苦的人们，参与街头霸王大赛。同时亦帮助过隆摆脱“杀意之波动”的支配。 [II系列] |

- 巴西代表

| 角色名字      | 中文譯名 | 備註                                                                           |
| Oro           | 歐羅     | 原为日本人，年达140岁，隐居在亚马逊森林内的仙人。曾指点隆。 [III系列]          |
| Laura Matsuda | 松田蘿拉 | 松田流巴西柔術的繼承者，為推廣家族的武術而努力，尚恩（Sean）的親姐姐。 [V系列] |

- 肯尼亚代表

| 角色名字 | 中文譯名 | 備註 |
| Elena    | 艾莲娜   | 生活在非洲热帶地区带某个小部落酋长的小女儿，是部落的公主。被送到法国取得博士学位，作为独生女受父亲疼爱地养育成人，可能是因为这样，心胸开阔，对任何事情都不忘感动和感谢之情。遵从父亲的教誨「我们的部落有着战士之血，战斗便是我们部落的文化」，为结识朋友而环游世界，而修得巴西的“卡波耶拉（Capoeira）”。 [III系列] |

- 法国代表

| 角色名字 | 中文譯名 | 備註                                                                                   |
| Remy     | 雷米     | 自少被父親抛棄，使用薩瓦特（Savate）及以仇恨推動的“本能格鬥”。 [III系列]               |
| Manon    | 瑪濃     | 拿下世界大賽冠軍的柔道家，也是超級名模。懷抱崇高的理想，不斷磨練自己的美麗尋求者。 [6] |

- 中東代表

| 角色名字 | 中文譯名 | 備註                                                                       |
| Rashid   | 拉希德   | 古中東某家族的長子，為尋找被影羅綁架的朋友環遊世界，喜歡拼圖遊戲。 [V系列] |

- 義大利代表

| 角色名字 | 中文譯名 | 備註 |
| Marisa   | 瑪麗莎   | 繼承古希臘歷史的潘克拉辛鬥士，同時是位珠寶設計師。小時曾見過鼎盛時期鬥競場的幻覺。同時有著豪爽奔放的笑容和纖細的審美觀。 [6] |

### 非操作角色（NPC）
1. （Shadowlaw 影法/夏道洛，有时简称Shadow/影子｛美版及欧版名为Shadaloo（沙达鲁/沙德罗），有時拼寫為Shadoloo（沙杜鲁/沙杜尔）或Shadowloo（影羅））
2. Mad Gear譯作疯狂齿轮/狂暴齿轮
3. Illuminati譯作光照派/光明会

- NPC格鬥家

| 角色名字                        | 中文譯名            | 格鬥流派                | 備註 |
| Keith Wolfman                   | 基斯·沃夫曼         | 軍隊格鬥術 (棍法)       | 英國特殊部隊红色三角洲隊長，軍階為上校/大佐。                                                                   |
| Lita Luwanda                    | 利塔·路万達         | 軍隊格鬥術 (刀法)       | 英國特殊部隊红色三角洲女隊員，軍階為中尉。                                                                      |
| Matthew McCoy                   | 马修·麦考伊         | 改造人格鬥術 (重型武器) | 英國特殊部隊红色三角洲隊員，半機械改造巨人。                                                                    |
| Enero                           | 伊尼羅              | 影羅格鬥術              | 貝卡親衞隊“Dolls”（十二月份）中的成員之一。原籍西班牙，名字含義為西班牙文的一月。通訊人員，携帶麥克風用作通訊。 |
| Fevrier                         | 費里埃              | 影羅格鬥術+槍械         | 貝卡親衞隊“Dolls”（十二月份）中的成員之一。原籍法國，名字含義為法文的二月。                                     |
| Marz                            | 瑪斯                | 影羅格鬥術              | 貝卡親衞隊“Dolls”（十二月份）中的成員之一。原籍德國，名字含義為德文的三月。情報人員，擅長使用手提電腦。         |
| Aprile                          | 阿普利雷            | 影羅格鬥術+醫術         | 貝卡親衞隊“Dolls”（十二月份）中的成員之一。原籍意大利，名字含義為意大利文的四月。                               |
| Satsuki                         | 皋月                | 影羅格鬥術+劍術         | 貝卡親衞隊“Dolls”（十二月份）中的成員之一。原籍日本，名字含義為日文的五月。                                     |
| Santamu                         | 永童                | 影羅格鬥術+矛術         | 貝卡親衞隊“Dolls”（十二月份）中的成員之一。原籍越南，名字含義為越南文的八月。                                   |
| Jianyu                          | 簡玉                | 影羅格鬥術+棒術         | 貝卡親衞隊“Dolls”（十二月份）中的成員之一。原籍中國，名字含義為中文的九月。                                     |
| Xiayu                           | 夏余                | 影羅格鬥術+雙節棍       | 貝卡親衞隊“Dolls”（十二月份）中的成員之一。原籍中國，名字含義為中文的十月。                                     |
| Noembelu                        | 諾恩貝魯            | 影羅格鬥術+雙短小斧     | 貝卡親衞隊“Dolls”（十二月份）中的成員之一。原籍墨西哥，雷足族人，原名“小鷹”，名字含義為墨西哥文的十一月。       |
| Genryusai                       | 源柳齋              | 武神流忍術              | 遭日本瘋狂齒輪分部首領烈綁架，武神流忍法第37代繼承人，『CAPCOM VS. SNK 2』時期已病逝。                          |
| Daigenjuro Kanzuki              | 神月大厳十郎        | 神月流武術              | 神月家家主，花梨的父親，對女兒不斷給予嚴格的考驗。                                                              |
| Nadeshiko Kanzuki               | 神月撫子            | 神月流武術              | 花梨母親，學會神月家真正修行究極奥義“麗之瞳”。                                                                  |
| Ishizaki                        | 石崎                | 柔道                    | 神月家另一名執事，柔道部員之一。                                                                                |
| Mike Haggar                     | 麥克·哈格           | 摔角                    | Metro City現任市長，前職業摔角手。                                                                              |
| Edi.E                           | 艾迪·E              | 警隊武術                | 瘋狂齒輪骨幹，貪污警察，追捕逃獄的科迪。                                                                        |
| Damnd                           | 达姆德              | 流氓打架                | 前瘋狂齒輪骨幹，拉斯特法里惡棍，曾綁架了市長的女兒潔西卡，受索多姆拉攏復興帮会。                                |
| El Gado                         | 艾尔·卡多           | 軍隊格鬥術+蠍尾腳       | 前瘋狂齒輪成員，罗伦托的部下。                                                                                  |
| Holly Wood                      | 霍利·伍德           | 軍隊格鬥術              | 前瘋狂齒輪成員，罗伦托的部下。                                                                                  |
| Wong Who                        | 王虎                | 鐵頭功                  | 瘋狂齒輪成員，受索多姆拉攏復興帮会。                                                                            |
| Jay                             | 阿傑                | 街頭打架                | 瘋狂齒輪流氓，受索多姆拉攏復興帮会。                                                                            |
| Axl                             | 艾克賽爾            | 街頭打架                | 前瘋狂齒輪成員，一名電單車騎士。                                                                                |
| Bred                            | 布雷德              | 街頭打架                | 瘋狂齒輪的嘍囉，汽車遭科迪及阿凱破壞。                                                                          |
| Cief Priest                     | 長老                | 禪修                    | 法號不詳，深山裡的禪寺的住持，索多姆曾在那裏逗留修行。                                                          |
| Nadeshiko Yamato                | 大和撫子            | 摔角                    | 與美华同期的女摔角手。                                                                                          |
| Armageddon Yoko (Yoko Harumage) | 末世陽子 (春髷陽子) | 摔角                    | 美华的魔鬼教練，亦是鰯滨日本女子摔角團團長。                                                                    |
| Tom                             | 湯姆                | 摔角                    | 阿歷克斯最尊敬的人物，感情如父子一樣，之前慘被基爾重創。                                                        |
| Lucky Colt                      | 幸運·科爾特         | 摔角                    | 隸屬CWA（Capcom Wrestling Association）嘉富康摔跤联合会的職業摔角手，雨果的對戰選手。                           |
| Aleksey Zalazof                 | 阿列克谢·薩拉佐夫   | 摔角                    | 隸屬CWA (Capcom Wrestling Association)嘉富康摔跤联合会的職業摔角手，雨果的對戰選手，與科爾特組成“超級颶風”。    |
| Black Widow                     | 黑寡妇              | 摔角                    | CWA（Capcom Wrestling Association）嘉富康摔跤联合会的女摔角手。                                                 |
| Victor Ortega                   | 维克托·奧特加       | 摔角                    | CWA（Capcom Wrestling Association）嘉富康摔跤联合会的職業摔角手。放棄冠軍的寳座，神秘失蹤                       |
| Daisuke Raion                   | 雷音大介            | 忍術                    | 伊吹同村忍者，木匠，年齡38歲。                                                                                  |
| Masayuki Sanjo                  | 三条正之            | 忍術                    | 伊吹同村忍者，年齡29歲。                                                                                        |
| Kenichi Genda                   | 玄田兼一            | 忍術                    | 伊吹同村忍者，年齡32歲。                                                                                        |
| Sarai Kurosawa                  | 黑澤早雷            | 忍術                    | 伊吹的好朋友，住在一起的村落忍者。                                                                              |
| Enjo                            | 圓城                | 忍術                    | 伊吹同村兼住在一起的村落忍者。                                                                                  |
| Yuuta Homura                    | 焔悠鉈              | 忍術                    | 伊吹同村忍者。                                                                                                  |
| Kinjirou Matsuda                | 松田金治郎          | 松田流柔術&合氣道       | 向恩的祖父，日系巴西人。                                                                                        |
| Kato                            | 加藤                | 龍膽館空手              | 退休空手道師範，託付真琴把龍膽館發揚光大。                                                                      |
| Gerald Golby                    | 杰拉德.戈壁         | 摔角                    | 南非摔角手。 |
| Somsak                          | 宋薩克              | 泰拳                    | 泰拳拳手，敗給真琴。                                                                                            |
| Azam                            | 阿扎姆              | 摔角                    | 作為保鏢跟隨少爺拉希德周遊列國。                                                                                |
| Byran Taylor                    | 布萊恩·泰勒         | 桑搏                    | 美國空軍上將，蓋爾的上司。                                                                                      |
| Sheng Long                      | 昇龍                | 唐手                    | 傳說武術家。 |
| Bosch Waraya                    | 藁谷博世            | 綜合格鬥術+精神力量     | 納夏爾小鎮居民，新影羅實驗體59236。                                                                             |
| Li-Fen                          | 麗芬                | 氣功                    | 春麗的徒弟。 |
| Keiko Asano                     | 淺野景子            | 相撲                    | 本田的粉絲。 |
| Rudra                           | 樓陀羅              | 瑜伽                    | 黑鴉幫首領。 |
| Kalima                          | 卡利瑪              | 軍用格鬥術              | 泰拉聯網非政府組織秘書。                                                                                        |
| Eternity                        | 永恒                | 跆拳道                  | 美國網紅。 |
| Antler Inoki                    | 豬木鹿角            | 摔角                    | 日本職業摔角手。                                                                                                |

- NPC其他角色

| 角色名字                      | 中文譯名                     | 備註 |
| Eliza Masters                 | 愛麗莎·馬斯達斯              | 肯的妻子，梅爾的媽媽。蓋爾的妻子簡是她的孪生姐姐。                                                                                     |
| Mel Masters                   | 梅爾·馬斯達斯                | 肯之子。 |
| Jane Guile                    | 珍·蓋爾                      | 蓋爾的妻子，肯是其妹夫。 |
| Amy Guile                     | 艾米·蓋爾                    | 蓋爾的女兒，達塔的筆友。 |
| Datta                         | 達塔                         | 達爾西姆的兒子。 |
| Sally                         | 莎莉                         | 達爾西姆的妻子，經常為丈夫加油打氣。                                                                                                   |
| Samantha                      | 沙曼莎                       | 布蘭卡的母親。 |
| W.Watson                      | W·華生                       | 英國特殊工作部總司令。提攜沃夫曼升任上校/大佐之職。                                                                                    |
| George Ginz                   | 喬治·金兹                    | 英国特殊部隊红色三角洲（Delta Red）隊員，身材短小，電腦專才。                                                                          |
| Hanna Ackerson                | 漢娜·艾克森                  | 英国特殊部隊红色三角洲女隊員，幕後支援，上校沃夫曼的知己。                                                                             |
| Mikhail Sergeyevich Gorbachev | 米海爾·謝爾蓋耶維奇·戈巴契夫 | 前苏联总统，喜爱摔跤手桑吉尔夫，桑吉尔夫赢得街頭鬥士比武大会后亲自搭乘直升机前往为其庆贺，并和桑吉尔夫一起跳欢快的俄罗斯民族舞蹈庆祝。 |
| Master                        | 老闆                         | 名字不詳，雷莫尼（Remoni）酒吧的老闆，認識音樂格鬥家迪傑。                                                                             |
| Dr. Senoh                     | 瀨能博士                     | 影羅組織的科學家。 |
| Rena Genryusai                | 源柳齋麗奈                   | 曾遭日本狂暴齒輪分部首領烈綁架，真紀的姐姐。與父親的徒弟凱有婚約。                                                                     |
| Shibazaki                     | 柴崎                         | 神月家執事。主要受花梨的指示，進行數據收集和分析。                                                                                     |
| Jessica Haggar                | 潔西卡·哈格                  | 麥克·哈格的女兒及柯迪前女友，與柯迪分手後現於歐洲法國留學。                                                                            |
| Kei Chitose                   | 千歲圭                       | 櫻的好友兼同班同學，同樣就讀玉川南高級中學。                                                                                           |
| Tsukushi Kasugano             | 春日野杉                     | 櫻的弟弟，喜歡玩電視遊戲。 |
| Maggio                        | 馬吉歐                       | Aprile的弟弟，拜訪萝丝占卜為了找尋失蹤姐姐的下落。                                                                                     |
| Patricia                      | 派翠西亞                     | 湯姆的女兒，14歲，對亚历克斯如親生哥哥一樣。                                                                                           |
| Yuichirou Matsuda             | 松田雄一郎                   | 尚恩的父親。經營理髪店。 |
| Brenda                        | 布伦达                       | 尚恩的母親。 |
| Hoimei                        | 彗梅                         | 穿紅衫的少女，小梅的姐姐，李陰的女朋友。                                                                                               |
| Xiomei                        | 小梅                         | 彗梅的妺妺，對李陽有好感。 |
| Shoryuken's Shopkeeper        | 昇龍軒老闆                   | 姓名不詳，香港餐館昇龍軒的老闆，彗梅和小梅的父親。                                                                                     |
| Ortho K. Gotch                | 奥托·K·高奇                  | Dudley的管家。 |
| Jafarri/ Jafari               | 賈法里                       | 艾蓮娜的族長父親，曾於法國留學。 |
| Amina                         | 阿米娜                       | 艾蓮娜的母親。 |
| Markers                       | 馬克斯                       | 艾蓮娜的哥哥，繼承下任族長之位。 |
| Narumi                        | 鳴美                         | 艾蓮娜於日本進修時所認識的朋友。 |
| David                         | 大衛                         | 美國非洲矞中情局（CIA）男性調查員，負責追捕Q。                                                                                         |
| Julian                        | 茱莉安                       | 中情局（CIA）女性調查員，負責追捕Q。                                                                                                   |
| Richard Bergman               | 理查·伯格曼                  | 中情局（CIA）情報官，歸納Q的資料編寫報告。                                                                                             |
| Chairperson                   | 議長                         | 秘密結社Illuminati的議長。少數知道天帝的存在的人。                                                                                     |
| Dr. Kure                      | 吳博士                       | 隸屬於秘密結社Illuminati的博士。以“人體重構理論”為基礎製造出人型殺戮兵器12号（Twelve）                                                 |
| Effie                         | 艾菲                         | 尼克羅（Necro）的女朋友，一同逃亡組織。                                                                                                |
| Anna                          | 安娜                         | 來自俄羅斯，三代格鬥大會女裁判之一。                                                                                                   |
| Fair Libra                    | 菲兒·莉布拉                  | 來自美國，三代格鬥大會女裁判之一。 |
| Lee-Hua                       | 李花                         | 來自中國，三代格鬥大會女裁判之一。 |
| Lily                          | 莉莉                         | 來自印度，三代格鬥大會女裁判之一。 |
| Julia                         | 茱莉亞                       | 來自英國，三代格鬥大會女裁判之一。 |
| Ton-Hua                       | 冬花                         | 來自中國，三代格鬥大會女裁判之一。 |
| Ton-Li                        | 冬麗                         | 來自中國，三代格鬥大會女裁判之一。 |
| Candy                         | 糖糖                         | 路法斯的女朋友。 |
| Lanren                        | 勞倫                         | C·毒蛇的女兒。 |
| Melike                        | 梅莉克                       | 實業家，並贊助塗油摔跤大會，有經營當地足球隊，與哈坎育有七女。                                                                         |
| Fuka                          | 風花                         | 剛拳的女兒，仰慕隆。 |
| Sayaka                        | 沙也加                       | 轟鐵的女兒，隆的母親。 |
| Xiao Yifei                    | 萧一飞                       | 春丽的叔父。 |
| Yun & Yang's Grandfather      | 陰陽兄弟祖父                 | 李姓，姓名不詳，在上海經營菜館，養育陰陽兄弟。[III系列]                                                                                |

- 死亡角色

| 角色名字                | 中文譯名         | 格鬥流派   | 備註 |
| Arroyo Hawk             | 阿羅約·霍克      | 古武術     | 閃電·霍克的父親，前桑塔福特族族長，已死亡。                                                                                                   |
| Dorai (Inspector Dorai) | 銅昴（銅昴警官） | 中國功夫   | 姓張，春麗的父親，殺手元的朋友，飛龍的师父，香港特警和国际刑警组织成员，在香港“白帝観”也開办道場，被影法組織蒙骗的凱米（Cammy）将其暗中殺害。 |
| Gou Hibiki              | 火引強           | 空手道     | 彈的父親，於一場戰鬥中奪去沙加特一目，但不敵死亡。                                                                                            |
| Goutetsu                | 轰铁             | 暗殺拳     | 剛拳和豪鬼的師傅，“暗殺拳”始創者。被豪鬼的“瞬獄殺”殺掉。                                                                                      |
| Masaru                  | 勝               | 龍膽館空手 | 姓加藤，真琴父親，名門道場“龍膽館”師範，吹上及夏草是其招式，死因不明。                                                                        |

### EX角色
| 角色名字                | 中文譯名                              | 備註 |
| Ace                     | 艾斯                                  | 某國的特工。贝塔射线／伽马射线（Cycloid-Beta/Gamma）的最終開發人形型號，能從戰鬥中獲得數據，模仿對方的招式來強化自己。 [EX3]                                                                                   |
| Allen Snider            | 艾倫·斯奈德                           | 全美格鬥大會初賽輸給肯（Ken）的空手道家。 [EX1] |
| Area                    | 艾蕾娅                                | 聰明的年輕女發明家，為向世人展示新發明機械裝置巨蟹座（Cancer）而參與大賽。 [EX2] |
| Blair Dame              | 布蕾亚·戴姆                           | 歐洲富豪的女兒，帶著塞巴斯蒂安（Sebastien）旅行。 [EX1] |
| C .Jack/ Cracker Jack   | 克拉克·杰克                           | 布莱尔（Blair）的保鑣，使用“棒球喧嘩打法”。 [EX1] |
| Cycloid-Beta/ Gamma     | 贝塔射线（透明人）/ 伽马射线 (线条人) | 近似人形的戰鬥用兵器，能複製對方作戰的技能。 [EX2] |
| D. Dark/ Doctrine Dark  | 德克托林·达克                         | 原名霍尔格（Holger），德國人，前蓋爾麾下特別作戰巡邏小隊隊員。與罗伦托一戰成為唯一生還者，但傷勢嚴重並喪失理智，化身成精神病殺手“黑暗（Dark）”，對蓋爾充滿怨恨。 [EX1]                                         |
| Darun Mister            | 达伦·米斯特                           | 印度非法摔角大賽冠軍，亦是普鲁姆（Pullum）的保鑣。 [EX2] |
| Garuda                  | 迦樓羅                                | 奪取“殺意之波動”的人。 [EX1] |
| Hayate                  | 疾風                                  | 繼承傳說“大蛇之血”的劍客。 [EX2] |
| Hokuto Mizukami         | 水神北斗                              | 幼名白濑／讣（Shirase），七瀨（Nanase）的姐姐，原“水神古柔術”的正伝繼承者。放棄繼承者之位，追尋並阻止入了“修羅道”的哥哥海里（Kairi），但反被植入“血之封印”，使兩兄妹都想置對方於死地，後來清醒回復理智。 [EX2] |
| Kairi Mizukami          | 水神海里                              | 北斗（Hokuto）及七瀨的哥哥。失去記憶，入了“修羅道”成為惡魔，後墜進深谷失踪。 [EX1] |
| Nanase Mizukami         | 水神七瀨                              | 海里（Kairi）及北斗的妹妹，現任“水神古柔術”的正伝繼承者。 [EX2] |
| Pullum Purna            | 普鲁姆·普鲁娜                         | 阿拉伯富豪的千金小姐，率領達伦（Darun）遊歷世界。 [EX2] |
| Shadow Geist            | 影魂                                  | 為了報復，改造了自己肉體的正義男人。 [EX2] |
| Sharon                  | 莎伦                                  | 擁有雙重身份及性格的女人，既是尼姑亦是間諜組織的A級特工。 [EX2] |
| Skullomania             | 骷髏侠                                | 原名西小山三郎（Saburou Nishikoyama），厭倦了平常的售貨員工作，化身成幪面英雄警惡懲奸。 [EX1] |
| V. Rosso/ Vulcano Rosso | 火山羅素                              | 只為復仇而戰意大利人，以熔岩及火山爆發的內力推動暴力的招式。 [EX2] |

## 動画／電影角色
- 街頭霸王：終極之戰（Street FighterThe Ultimate Battle）：电影，1994年

| 角色名字                        | 中文譯名                  | 備註 |
| Capt. Sawada （Captain Sawada） | 澤田隊長                  | 聯盟军蓋爾的部下，使用澤田流喧嘩術及忍法。                                                                                        |
| Blade                           | 刀锋                      | 游戏《街头霸王：电影》（Street Fighter：The Movie）中的角色，其形象在Street Fighter（街头霸王）同名电影中是恐怖组织影法中的士兵。 |
| A.N. Official                   | 联合軍事務次官            | 姓名不详，试图通过几乎是不可能的外交手段去解决对貝卡的战争。                                                                      |
| GNT News Anchor                 | 全球新闻主播 世界新闻司会 | 电影中名叫温辛达，GNT（Global News Television，全球新闻电视台）主播，在新闻中报道有关联合軍对影法恐怖组织作战情况的内容。         |
| Old Scientist                   | 老科學家                  | 恐怖组织影法的科學家，姓名不详。为貝卡介紹的一个半机械人（Cyborg）。                                                              |

- 街頭霸王ⅡV／街頭霸王ⅡVictory（Street Fighter ⅡV/Street Fighter ⅡVictory）：動畫，1995年

| 角色名字         | 中文譯名     | 備註 |
| Rinko            | 凜子         | 居住在日本南西諸島中的海宮內島（Mikunai Island）上的女孩，隆在海宮內島上生活时的朋友，暗恋着隆。 |
| Mr. Masters      | 馬斯達斯先生 | 肯的父亲，美国大富豪，马斯達斯财团董事长，肯被影法组织绑架后委托在中情局（CIA）的朋友奥特加（Ortega）透过五角大楼联系军方派遣空军特种部队的盖尔和纳修（Nash）前去营救。                                             |
| Mrs. Masters     | 马斯達斯夫人 | 日本人，肯的母亲。 |
| Dorothy          | 桃樂絲       | 美国舊金山空軍基地的女兵。 |
| Tyler            | 泰勒         | 香港直升機飛行員。 |
| Lean             | 利恩         | 香港九龍城／九龍宮（Kowloon Palace）魔鬥窟（Devil's Battle Cage／Cave）的领导者。 |
| Damudo           | 達姆多       | 香港九龍城／九龍宮（Kowloon Palace）魔鬥窟（Devil's Battle Cage／Cave）的格鬥王，在城魔鬥窟（Devil's Battle Cage／Cave）内保持了不灭的连胜纪录，后被隆击败。                                                        |
| Black Snake      | 黑蛇 郭苦亚  | 香港九龍城／九龍宮（Kowloon Palace）魔鬥窟（Devil's Battle Cage／Cave）內飞蛇军团／黑龙帮的头目。 |
| Master Yo        | 余师傅       | 動畫中名叫茶店余，又译作余神海。隆在香港偶遇的一位神秘老人（Strange Old Man），向隆展示了波動（Hadou），使隆對波動（Hadou）產生了興趣。其真实身份是偉大的武術前輩，國共內戰時期曾是國家政要的貼身保鏢，後移居香港。 |
| Donu             | 多努         | 影法的下属毒品犯罪组织阿修羅（Ashura）成员，后遭到警方逮捕，被混在警方中卧底的同伙宋（Soong）杀害。 |
| Soong            | 宋           | 拉加（Raja）'最信赖的刑警部下，实为影法的下属毒品犯罪组织阿修羅安插在警方中的卧底，杀害同伙多努（Donu）后在逃往卓奇（Zochi）的基地时被警方跟踪，后遭到警方逮捕。                                                    |
| Zochi            | 卓奇         | 影法的下属毒品犯罪组织阿修羅的老大，后被警方逮捕。 |
| Raja             | 拉加         | 泰国曼谷航空警察局负责人，曾经误将隆投入监狱，后在過肯和隆的帮助下与銅昴一起摧毁了影法的下属毒品犯罪组织阿修羅。 |
| Nuchi            | 努奇         | 泰國曼谷某監獄典獄長，心狠手辣，在監獄內横行霸道。 |
| Dr. Hanna        | 汉娜医生     | 在印度加尔各答贫民窟开设简陋小医院义务为人们治疗的美国女医生义工，得到過肯和隆的援助。 |
| Barrac           | 巴拉克       | 国际刑警组织（ICPO）的主席捜査官，主要负责调查影法组织。 |
| Zoltar           | 佐尔塔       | 貝卡助手，研發出超級神經控制晶片（Cyberchip）用于帮影法组织控制他人。 |
| Ortega           | 奥特加       | 美国中央情报局（CIA）长官，马斯達斯先生（Mr. Masters）大学时代的好友，肯被影法组织绑架后透过五角大楼联系美国军方派遣空军特种部队的蓋爾和纳修前去营救。                                                              |
| General Chandler | 錢德勒將軍   | 肯被影法组织绑架后，接受奥特加（Ortega）透过五角大厦（The Pentagon）向军方的联系，派遣空军特种部队的蓋爾和纳修前去营救。                                                                                            |

- 街頭霸王Zero (Street Fighter Zero)：動畫，1999年

| 角色名字   | 中文譯名   | 備註                                                                                       |
| Shun       | 瞬         | 自稱為隆的弟弟，擁有“殺意之波動”的力量，為萨德勒（Sadler）効力因為需要金錢醫治其母親的病。 |
| Rosanov    | 羅沙諾夫   | 薩德勒博士的改造人手下。                                                                   |
| Dr. Sadler | 萨德勒博士 | 想奪取“殺意之波動”的狂人博士，最後被隆的“滅。波動拳”轟殺。                                 |

- 街头霸王4：新的羁绊（Street Fighter IV The Ties that Bind）：動畫，2009年

| 角色名字     | 中文譯名   | 備註                                                             |
| Karate Champ | 空手道冠軍 | 拳法家，曾获得过全美冠军，后被S.I.N.组织掳走去做人体实验而致死。 |

- 街头霸王：春丽传（Street Fighter: The Legend of Chun-Li）：电影，2009年

| 角色名字     | 中文譯名         | 備註                                                                                   |
| Huang Xiang  | 项黄             | 春丽的父亲，原为香港大商人，在春丽年幼时被貝卡带人绑架并被迫为其效力，后命喪貝卡之手。 |
| Jeanne Xiang | 项珍妮           | 春丽的母亲。                                                                           |
| Zhilan       | 芝兰             | 香港一古董店女老板，帮助春丽解开神秘卷轴的秘密。                                       |
| Cantana      | 坎塔娜           | 维加手下，外表美丽而性感，但有着“毒蝎子”的称号。                                       |
| White Rose   | 白玫瑰 懷特·蘿絲 | 貝卡的女儿。                                                                           |

## 《街頭霸王II》遊戲機電路板劫殺案
香港於1991年4月5日發生《街頭霸王II》遊戲機電路板劫殺案，《街頭霸王II》的遊戲機電路板在香港仍處於限量發售階段，黑市炒賣價較原價高出十倍，相繼有多家遊戲機中心夜間被爆竊，當日兩名匪徒由窗口潛入土瓜灣長寧街二十九號鷹巢遊戲機中心爆竊，在店內留宿收銀員與家婆被制服捆綁，家婆因認得匪徒被割斷喉嚨滅口，收銀員鬆綁後報警，遊戲機中心失去三塊《街頭霸王II》電路板，四千元現金及一條金鏈，香港警方追查後拘捕兩名匪徒，1993年1月15日兇殺案在香港高等法院審結，兩名匪徒誤殺罪名立，判監十二年，行劫罪名成立，判監八年。

## 外部連結
- 名垂青史的經典系列作《快打旋風》縱橫二十載的格鬥遊戲王者 - 巴哈姆特 （页面存档备份，存于）
- 街頭霸王登場人物一覧 (日) （页面存档备份，存于）